# Noah Darvich
Noah Yanis Darvich (Freiburg, 2006. szeptember 25. –) iraki származású német utánpótlás válogatott labdarúgó, középpályás. A VfB Stuttgart játékosa.
A 2023-as U17-es Európa-bajnokság és a 2023-as U17-es világbajnokság győztese.

## Pályafutása
Noah szülővárosában az Eintracht Freiburg, és az SC Freiburg együttesében kezdte el karriejét, utóbbiban szerepelt az U17 és az U19-es korosztályos csapatban.
2023. augusztus 8–án szerződött Spanyolországba az FC Barcelona csapatába, a klubbal egy hároméves szerződést kötött.
Augusztus 27-én mutatkozott be, egy 0–1-es idegenbeli harmadosztályú bajnokin az SD Logroñés ellen.
2024. március 16-án szerezte első gólját a CD Teruel ellen. A 4–2-es győztes találkozón két gólpasszt is kiosztott. 
November 23-án  Hansi Flick a Celta Vigo elleni 2–2-es bajnokira nevezte első alkalommal a felnőtt csapatba. 2025. május 6-án a Bajnokok Ligája elődöntőjének Inter elleni visszavágóján is nevezték.
2025. július 1-jén a VfB Stuttgart szerződtette négy évre, 1 millió euróért.

### A válogatottban

#### Németország
2021-ben debütált az U16-os, egy év múlva az U17-es csapatban, utóbbival a 2023-as U17-es Európa-bajnokság és a 2023-as U17-es világbajnokság győztese lett.
Az U19-es csapattal szerepelt a 2025-ös U19-es Európa-bajnokságon.

## Statisztika
2025. július 8-i állapot szerint
| Klub             | Szezon           | Bajnokság          | Bajnokság | Bajnokság | Kupa  | Kupa  | Nemzetközi kupa | Nemzetközi kupa | Egyéb | Egyéb | Összes | Összes |
| Klub             | Szezon           | Liga               | Mérk.     | Gólok     | Mérk. | Gólok | Mérk.           | Gólok           | Mérk. | Gólok | Mérk.  | Gólok  |
| ---------------- | ---------------- | ------------------ | --------- | --------- | ----- | ----- | --------------- | --------------- | ----- | ----- | ------ | ------ |
| Barcelona B      | 2023/24          | Primera Federación | 21        | 1         | —     | —     | —               | —               | —     | —     | 21     | 1      |
| Barcelona B      | 2024/25          | Primera Federación | 25        | 0         | —     | —     | —               | —               | —     | —     | 25     | 0      |
| Barcelona B      | Összesen         | Összesen           | 46        | 1         | —     | —     | —               | —               | —     | —     | 46     | 1      |
| Stuttgart        | 2025/26          | Bundesliga         | 0         | 0         | 0     | 0     | 0               | 0               | —     | —     | 0      | 0      |
| Stuttgart        | Összesen         | Összesen           | 0         | 0         | 0     | 0     | 0               | 0               | 0     | 0     | 0      | 0      |
| KARRIER ÖSSZESEN | KARRIER ÖSSZESEN | KARRIER ÖSSZESEN   | 46        | 1         | 0     | 0     | 0               | 0               | 0     | 0     | 46     | 1      |

Jegyzetek

## Sikerei, díjai

### A válogatottban
- Németország
  - 2023-as U17-es Európa-bajnokság
  - 2023-as U17-es világbajnokság